# Кастільйоне-делла-Пеская
Кастільйоне-делла-Пеская (італ. Castiglione della Pescaia) — муніципалітет в Італії, у регіоні Тоскана,  провінція Гроссето.
Кастільйоне-делла-Пеская розташоване на відстані близько 165 км на північний захід від Рима, 120 км на південь від Флоренції, 19 км на захід від Гроссето.
Населення — 7359 осіб (2014).

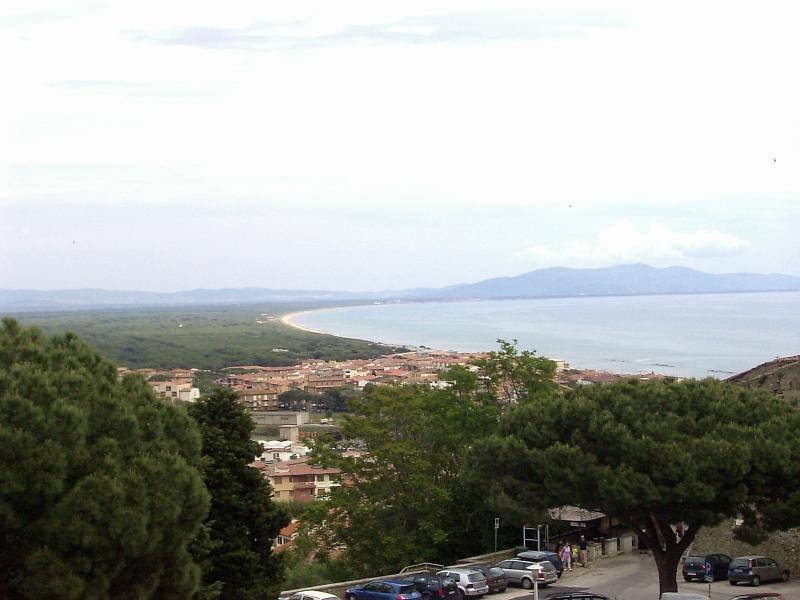

Щорічний фестиваль відбувається 2 травня. Покровитель — San Guglielmo di Malavalle.

## Демографія
Населення за роками:

Станом на 1 січня 2023 року в муніципалітеті офіційно проживало 614 іноземців з 57 країн, серед них 196 громадян країн Євросоюзу та 54 громадяни України.

## Сусідні муніципалітети
- Гаворрано
- Гроссето
- Скарліно